# Io amo/Notte d'amore
Io amo/Notte d'amore è un singolo pubblicato da Fausto Leali nel 1987.
Io amo è un brano musicale scritto da Toto Cutugno, Fausto Leali e musicato dallo stesso Cutugno, Franco Fasano e Italo Ianne. Partecipò al Festival di Sanremo 1987, aggiudicandosi il quarto posto. La linea melodica è ispirata alla famosa Aria sulla quarta corda riconducibile ad un celebre tema di Johann Sebastian Bach.
Il singolo vendette oltre 400 000 copie, conquistò 2 dischi di platino e la seconda posizione nella classifica italiana, risultando il secondo più venduto fra quelli presentati in quell'edizione del Festival, dopo la vincitrice Si può dare di più di Gianni Morandi, Umberto Tozzi ed Enrico Ruggeri.
Notte d'amore, il brano inciso sul lato B del disco, è stato scritto da Toto Cutugno e Fausto Leali ed interpretato da quest'ultimo in coppia con Loredana Bertè.
Entrambi i pezzi sono inseriti nella raccolta Io amo e gli altri successi, uscita per la CBS quell'anno.

## Tracce
Lato A
1. Io amo - 3:45

Lato B
1. Notte d'amore (con Loredana Bertè) - 4:17

## Classifica italiana
| ITA singles chart |    |    |    |    |    |    |    |    |    |    |    |    |    |
| Settimane         | 01 | 02 | 03 | 04 | 05 | 06 | 07 | 08 | 09 | 10 | 11 | 12 | 13 |
| ----------------- | -- | -- | -- | -- | -- | -- | -- | -- | -- | -- | -- | -- | -- |
| Posizione         | 4  | 3  | 2  | 2  | 2  | 2  | 2  | 3  | 5  | 8  | 10 | 10 | 15 |